# Rathaus (Helmarshausen)

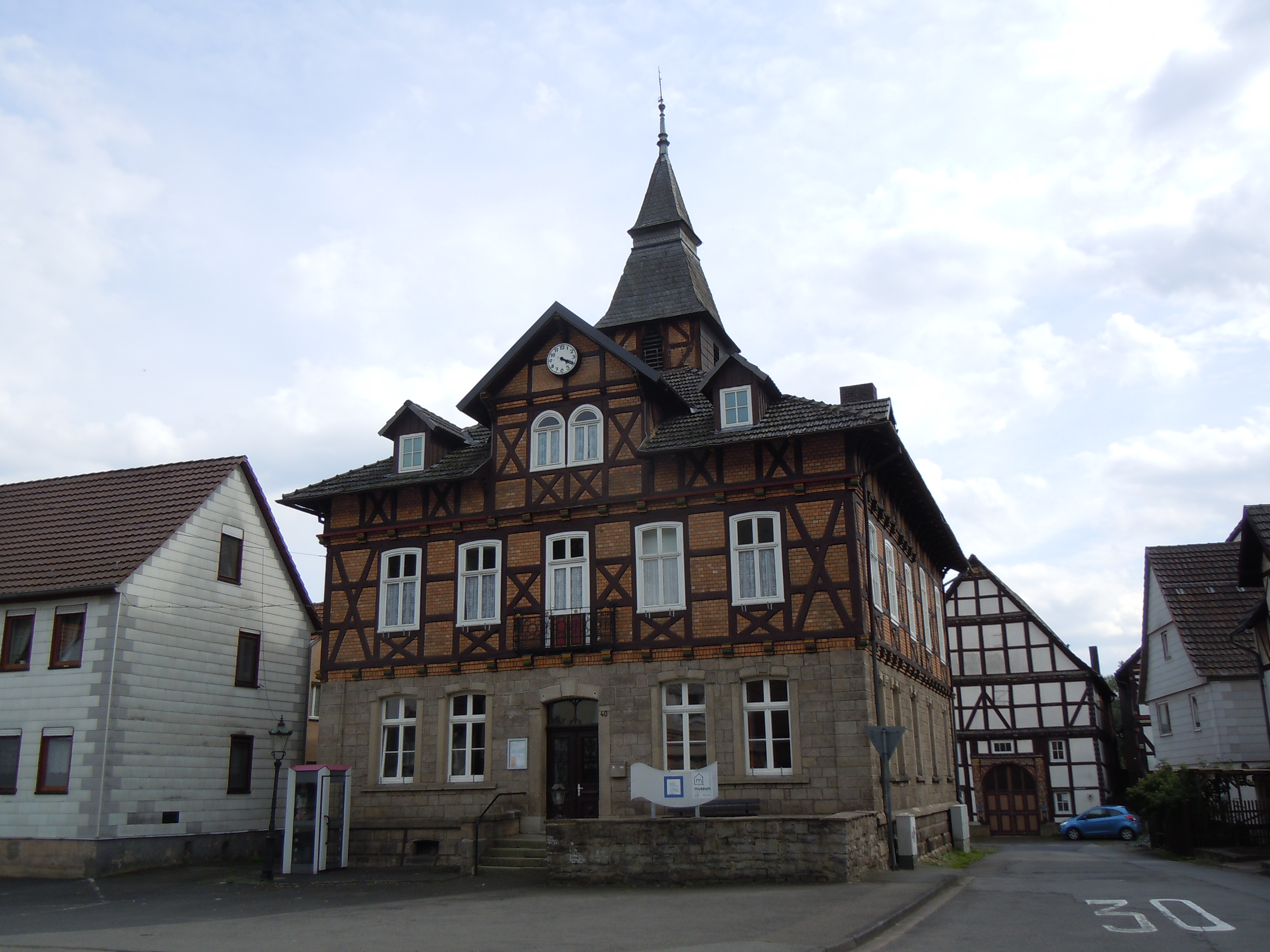
Ehemaliges Rathaus in Helmarshausen

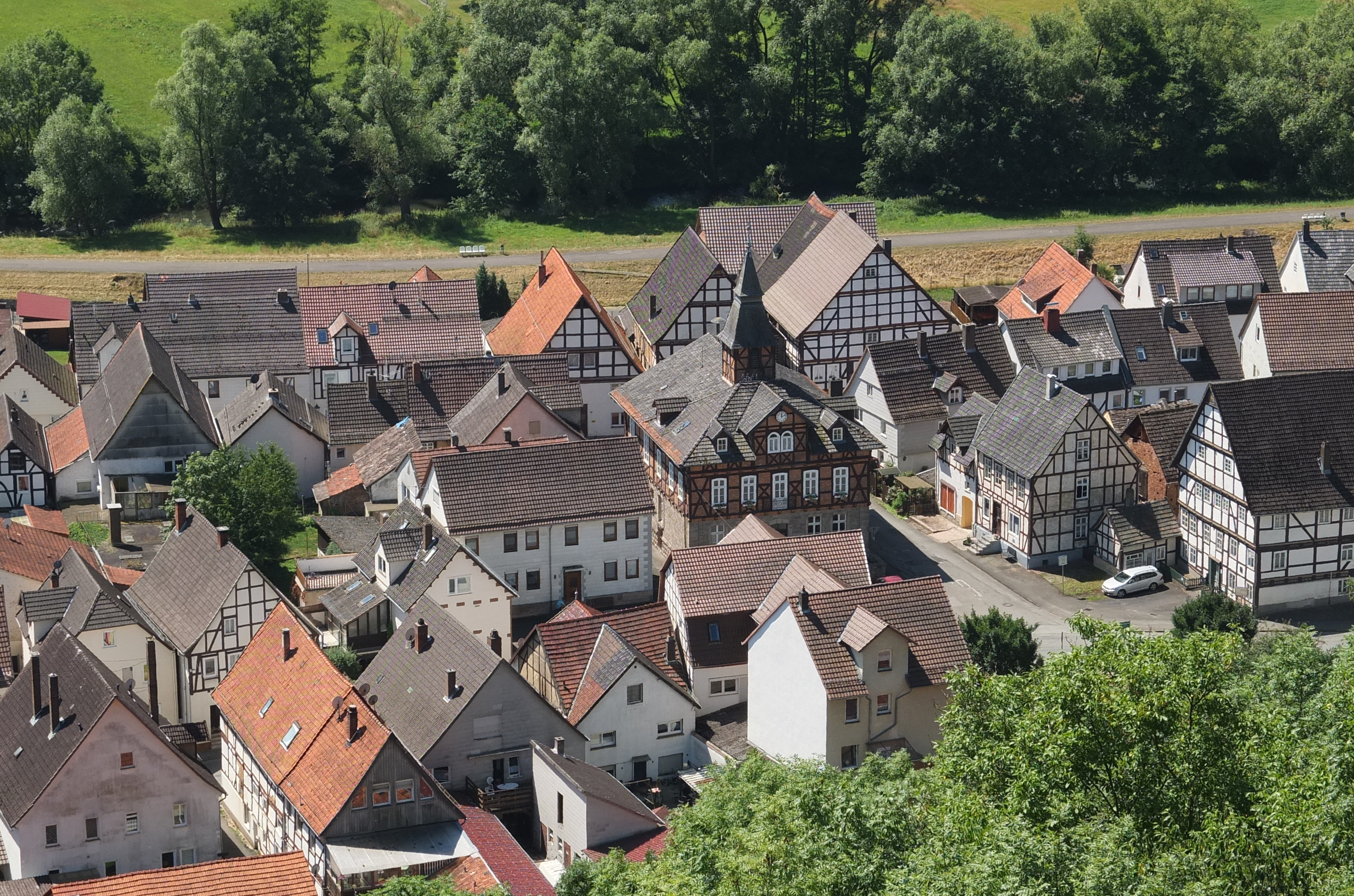
Ehemaliges Rathaus von der Krukenburg aus gesehen

Das Rathaus in Helmarshausen, einem Stadtteil von Bad Karlshafen im nordhessischen Landkreis Kassel, wurde um 1910 erbaut. Das ehemalige Rathaus an der Poststraße 40 ist ein geschütztes Kulturdenkmal.
Das zweigeschossige Fachwerkhaus war bis zur Eingemeindung 1972 das Rathaus von Helmarshausen, heute wird das Gebäude als Heimatmuseum genutzt.
Das Gebäude hat ein massives Erdgeschoss mit Hausteinquadern und segmentbogigen Fenstergewänden. Das Fachwerk des Ober- und Drempelgeschosses ist mit Andreaskreuzen und Backsteinausfachungen versehen.
In der Gebäudemitte ist der repräsentative Hauseingang mit originaler Tür und darüber ein Balkon mit schmiedeeisernem Geländer. Die Mittelachse wird von einem Zwerchhaus mit Uhr nach oben abgeschlossen. Auf der Mitte des Zeltdaches thront ein Dachreiter, der von einem Zeltdach mit Dachknauf bekrönt wird.